# Championnats d'Europe de course en montagne 2016
Navigation
2015 2017
Les championnats d'Europe de course en montagne 2016 sont une compétition de course en montagne qui s'est déroulée le 2 juillet 2016 à Arco dans le Trentin-Haut-Adige, en Italie. Il s'agit de la vingt-deuxième édition de l'épreuve. C'est la course du Castle Mountain Running qui accueille l'épreuve.

## Résultats
La course senior masculine s'est disputée sur un parcours de 12,7 km comportant un dénivelé positif et négatif de 750 m. Avec 66 coureurs au départ, l'épreuve est remportée par l'Italien Martin Dematteis. Son frère, Bernard mène la course mais s'arrête juste avant la ligne d'arrivée, offrant la victoire à Martin qui a perdu son fils de 11 mois dans des circonstances tragiques. Le Turc Ahmet Arlsan complète le podium. L'Italie remporte aisément le classement par équipes grâce au doublé des frères Dematteis devant la République tchèque et le Royaume-Uni.
La course féminine se dispute sur un parcours de 8,5 km avec 500 m de dénivelé positif et négatif, elle est remportée par la Britannique Emily Collinge qui devance les Italiennes Alice Gaggi et Sara Bottarelli. Le classement par équipes féminin est remporté par l'Italie qui devance le Royaume-Uni et la République tchèque.
L'épreuve junior masculine est disputée le même circuit que les seniors femmes, elle est remportée par le Turc Ferhat Bozkurt. Le parcours junior féminin fait 4,0 km avec +/-220 m de dénivelé, la course est remportée par la Tchèque Michaela Stránská.

### Seniors
| Rang               | Athlète           | Pays        | Temps       |
| ------------------ | ----------------- | ----------- | ----------- |
| Médaille d'or      | Martin Dematteis  | Italie      | 53 min 33 s |
| Médaille d'argent  | Bernard Dematteis | Italie      | 53 min 34 s |
| Médaille de bronze | Ahmet Arlsan      | Turquie     | 54 min 09 s |
| 4                  | Andrew Douglas    | Royaume-Uni | 54 min 32 s |
| 5                  | Cesare Maestri    | Italie      | 54 min 39 s |
| 6                  | Jan Janů          | Tchéquie    | 54 min 42 s |
| 7                  | Xavier Chevrier   | Italie      | 55 min 08 s |
| 8                  | Christian Mathys  | Suisse      | 55 min 12 s |

| Rang               | Pays                                                                                          | Points |
| ------------------ | --------------------------------------------------------------------------------------------- | ------ |
| Médaille d'or      | Italie Martin Dematteis (1er) Bernard Dematteis (2e) Cesare Maestri (5e) Xavier Chevrier (7e) | 8      |
| Médaille d'argent  | Tchéquie Jan Janů (6e) Robert Krupička (10e) Ondřej Fejfar (13e) Tomáš Lichý (27e)            | 29     |
| Médaille de bronze | Royaume-Uni Andrew Douglas (4e) Chris Smith (12e) Tom Adams (17e) Ben Mounsey (26e)           | 33     |

| Rang               | Athlète                 | Pays        | Temps       |
| ------------------ | ----------------------- | ----------- | ----------- |
| Médaille d'or      | Emily Collinge          | Royaume-Uni | 43 min 41 s |
| Médaille d'argent  | Alice Gaggi             | Italie      | 44 min 08 s |
| Médaille de bronze | Sara Bottarelli         | Italie      | 44 min 24 s |
| 4                  | Pavla Schorná-Matyášová | Tchéquie    | 44 min 31 s |
| 5                  | Silvia Schwaiger        | Slovaquie   | 44 min 33 s |
| 6                  | Valentina Belotti       | Italie      | 45 min 17 s |
| 7                  | Heidi Dent              | Royaume-Uni | 45 min 28 s |
| 8                  | Lucie Maršánová         | Tchéquie    | 45 min 40 s |

| Rang               | Pays                                                                                                 | Points |
| ------------------ | --- | ------ |
| Médaille d'or      | Italie Alice Gaggi (2e) Sara Bottarelli (3e) Valentina Belotti (6e) Antonella Confortola (12e)       | 11     |
| Médaille d'argent  | Royaume-Uni Emily Collinge (1re) Heidi Dent (7e) Rebecca Hilland (13e) Sarah Tunstall (14e)          | 21     |
| Médaille de bronze | Tchéquie Pavla Schorná-Matyášová (4e) Lucie Maršánová (8e) Adéla Stránská (19e) Táňa Metelková (25e) | 31     |

### Juniors
| Rang               | Athlète        | Pays    | Temps       |
| ------------------ | -------------- | ------- | ----------- |
| Médaille d'or      | Ferhat Bozkurt | Turquie | 39 min 00 s |
| Médaille d'argent  | Davide Magnini | Italie  | 39 min 35 s |
| Médaille de bronze | Mustafa Göksel | Turquie | 39 min 36 s |

| Rang               | Pays                                                                                        | Points |
| ------------------ | ------------------------------------------------------------------------------------------- | ------ |
| Médaille d'or      | Turquie Ferhat Bozkurt (1er) Mustafa Göksel (3e) Kervan Abdulmuttalip (6e) Kenan Sarı (12e) | 10     |
| Médaille d'argent  | Italie Davide Magnini (2e) Daniel Pattis (4e) Andrea Rostan (14e) Samuele Nava (15e)        | 20     |
| Médaille de bronze | France Mathieu Jacquet (7e) Johann Baujard (8e) Robin Faricier (9e) Sylvain Cachard (10e)   | 24     |

| Rang               | Athlète           | Pays        | Temps       |
| ------------------ | ----------------- | ----------- | ----------- |
| Médaille d'or      | Michaela Stránská | Tchéquie    | 18 min 03 s |
| Médaille d'argent  | Giulia Zanne      | Italie      | 19 min 08 s |
| Médaille de bronze | Heidi Davies      | Royaume-Uni | 19 min 09 s |

| Rang               | Pays | Points |
| ------------------ | --- | ------ |
| Médaille d'or      | Royaume-Uni Heidi Davies (3e) Scarlet Dale (5e) Laura Stark (10e)                                         | 18     |
| Médaille d'argent  | Italie Giulia Zanne (2e) Francesca Franchi (8e) Giulia Murada (17e) Lorenza Beccaria (26e)                | 27     |
| Médaille de bronze | Tchéquie Michaela Stránská (1re) Katerina Maternová (9e) Katerina Divišová (23e) Veronika Bednárská (33e) | 33     |